# Javier Moreno
Javier Moreno Bazán (nascido em 18 de julho de 1984 39 anos, em Jaén) é um ciclista profissional espanhol, que atualmente compete para a equipa amadora Fonte Nova - Felgueiras antiga W52-FC Porto

## Palmares
2012, venceu  Vuelta a Castilla y Leon
2018, venceu Vuelta Aragón
2011, venceu Vuelta Asturias Julio Alvarez Mendo + 1 etapa
2018, venceu Tour of Sharjah
2013, venceu Vuelta a la Comunidad de Madrid
2013, venceu etapa Vuelta Asturias Julio Alvarez Mendo
2014, venceu etapa Vuelta a Andalucia Ruta Ciclista Del Sol
2018, venceu etapa Tour de l'Ain 
2005 foi campeão nacional de Ciclismo em Estrada Espanha sub 23
2005, venceu Vuelta a Cordoba
2005, venceu 2 etapas Vuelta a Tenerife
2009, venceu Criterium Ciclista Internacional de Navidad - Ciudad de Jaén
2012, venceu etapa 1 Contra-relógio por equipas Vuelta a España
2014, venceu etapa 1 Contra-relógio por equipas Vuelta a España

Equipas:
- 2023 Fonte Nova - Felgueiras  2021-2022 Glassdrive Q8 Anicolor  2018-2019 Delko Marseille Provence  2017 Bahrain Merida Pro Cycling Team  2011-2016 Movistar Team  2011 Caja Rural  2008-2010 Andalucia-Caja Sur  2007 Extremadura-Spiuk  2006 Grupo Nicolás Mateos